# Solamey Blanco Sojo
Solamey Blanco Sojo (Guatire, Venezuela, 2 de mayo de 1956) es una docente y política venezolana. Fue alcaldesa del Municipio Zamora del Estado Miranda.

## Biografía
Hija de Carmen Vicenta Sojo y César Blanco, su madre fue prima del insigne músico Vicente Emilio Sojo. Hizo sus primeros estudios en el Colegio “Santa María Goretti” y luego en el liceo “Ramón Alfonso Blanco”, ambos en Guatire. Proviene de una familia donde muchos de sus miembros, estuvieron ligados a luchas por las reivindicaciones sociales del pueblo venezolano desde mediados del siglo XIX, como Ricardo Sojo, ascendido a General por el propio Antonio Guzmán Blanco, líder de la Revolución Liberal (Guerra Federal) que estalló en 1859.
Se graduó de maestra en 1970 y como tal ejerció la docencia en varios institutos educativos tanto de Guatire como de Guarenas. Sus deseos de seguir superándose la llevaron a estudiar, en horario nocturno, Comunicación Social en la Universidad Católica Andrés Bello. Mientras estudiaba y laboraba como docente, seguía con sus actividades políticas, iniciadas desde muy joven. Participó activamente en Círculos de Estudios sobre el marxismo, el socialismo, entre otros. En 1982 se gradúa de periodista. Labora como Coordinadora de Cultura del Ministerio de Educación para la zona Guarenas-Guatire y posteriormente conduce programas de radio en varias emisoras, así como reportera y columnista de algunos diarios como “La Voz de Guarenas” y “La Región”. En 1993 fue elegida diputada suplente del dfoctor Ramón Rodríguez Araque, al Congreso Nacional. Sus actividades políticas las compagina con luchas sociales, como por ejemplo, su apoyo a instituciones dedicadas al fomento de la cultura, ecológicas, entre otras. Fue miembro directivo de Asociaciones como ASOPUEBLO, Intelectuales Cuarta Ola. Miembro Honorario de la Casa de la Cultura Antonio Machado, entre otras.
En 1999 ingresa al Movimiento Quinta República y en el 2001 fue elegida Concejal por dicho partido, funciones donde trabajó arduamente en muchas áreas, especialmente lo relacionado con la reordenación urbanística, la defensa del ambiente y el saneamiento de las finanzas municipales. En el año 2004 es electa por una amplia mayoría como Alcaldesa. En este rol centró sus prioridades en la recuperación de la infraestructura del Municipio, la inversión social y el saneamiento de las finanzas públicas. 
El 1º de junio de 2008 no logró obtener la nominación para la candidatura del PSUV. Finalizó su mandato el 25 de noviembre de 2008. La sucedió Oswaldo Sifontes, del partido PSUV.